# Баутцен (район)
Ба́утцен (нем. Bautzen) — район в Германии. Центр района — город Баутцен. Район входит в состав земли Саксония. Подчинён дирекционному округу Дрезден. 
Занимает площадь 2390,65 км². Численность населения района по оценке на 31 декабря 2013 года составляет 308 350 человек. Плотность населения — 129 человек/км².
Официальный код района — 14 6 25.
Район подразделяется на 30 общин.

## Города и общины
Города
1. Баутцен (41 937)
2. Хойерсверда (35552)
3. Бишофсверда (12 848)
4. Ширгисвальде (3 041)
5. Вайсенберг (3 545)
6. Вильтен (6 053)

Объединения общин
Управление Бишофсверда
Управление Гросхартау
Управление Гроспоствиц
Управление Мальшвиц
Управление Нешвиц
Управление Ширгисвальде
Общины
1. Буркау (2 929)
2. Кростау (1 720)
3. Куневальде (5 453)
4. Демиц-Тумиц (3 051)
5. Добершау-Гауссиг (4 593)
6. Франкенталь (1 074)
7. Гёда (3 421)
8. Гросдубрау (4 618)
9. Гросхартау (3 279)
10. Гроспоствиц (Верхняя Лужица) (3 065)
11. Гуттау (1 691)
12. Хохкирх (2 595)
13. Киршау (2 555)
14. Кёнигсварта (4 031)
15. Кубшюц (2 861)
16. Мальшвиц (3 693)
17. Нешвиц (2 610)
18. Нойкирх (5 443)
19. Обергуриг (2 264)
20. Пушвиц (989)
21. Радибор (3 544)
22. Рамменау (1 494)
23. Шмёльн-Пуцкау (3 404)
24. Золанд-на-Шпрее (7 542)
25. Штайнигтвольмсдорф (3 355)